# Obsjtina Letnitsa
Obsjtina Letnitsa (bulgariska: Община Летница) är en kommun i Bulgarien.   Den ligger i regionen Lovetj, i den centrala delen av landet, 160 km öster om huvudstaden Sofija. Antalet invånare är 3 577. Arean är 69 kvadratkilometer.
Terrängen i Obsjtina Letnitsa är platt norrut, men söderut är den kuperad.
Obsjtina Letnitsa delas in i:
- Gorsko Slivovo
- Krusjuna